# Protargol
Protargol (farm. Argentum proteinicum, Protargolum, Prorgolum) – organiczny kompleks srebra z białkiem, mający postać brunatnego lub żółtego proszku. Farmakopealny preparat jest łatwo rozpuszczalny w wodzie, tworząc roztwór koloidalny.
Protargol znalazł zastosowanie w lecznictwie jako środek antyseptyczny i przeciwzapalny. Stosowany miejscowo w laryngologii, dermatologii, okulistyce i niekiedy w urologii w postaci farmaceutycznej roztworu bądź maści w zakresie stężeń 1–10%. Ponadto również do barwienia preparatów biologicznych. W Polsce dostępny jako substancja do receptury aptecznej.
Innymi związkami srebra o podobnym działaniu do protargolu są m.in. kolargol i targezyna.